# ویلیام سوین فولتن
ویلیام سوین فولتن (به انگلیسی: William Savin Fulton) سناتور سابق عضو حزب دموکرات ایالات متحده آمریکا بود. وی در سال ۱۸۳۶ تا ۱۸۴۴ میلادی سناتور ایالت آرکانزاس در سنای ایالات متحده آمریکا بود.